# Neonska cijev
Neonska cijev je uobičajeni naziv za sve svjetlosne izvore u obliku cijevi u kojima svjetlost nastaje izravno električnim izbojem u plinu pod niskim tlakom, bilo da je to neon ili neki drugi plin. Takve se cijevi najčešće upotrebljavaju za izradu svjetlećih natpisa - savijanjem se oblikuju slova.
Na električnu mrežu se spajaju preko posebnog visokonaponskog transformatora koji ima veliki rasipni induktivitet kako bi se postiglo ograničenje struje.
Ovisno o plinu ili smjesi plinova kojima je cijev napunjena ovisi i boja dobivene svjetlosti:
- Helij
- Neon
- Argon i živa
- Kripton
- Ksenon